# 2013–2014-es spanyol labdarúgó-bajnokság (első osztály)
A 2013–2014-es La liga ( a szponzorok miatt lehet Liga BBVa is a neve ) a spanyol labdarúgó-bajnokság 83. szezonja. A bajnokság 2013. augusztus 17-én kezdődött és 2014. május 18-án ért véget. A 2012–2013-as szezon bajnokcsapata a Atlético Madrid lett. A bajnokság 38 fordulóból állt.

## Csapatok
A bajnokságban 20 csapat indul, ahol az utolsó három helyen végzett csapat kiesik a másodosztályba. A kiesett három csapat helyére a másodosztály elsőés második helyezettje és a rájátszás győztese érkezik. A rájátszásban a másodosztály harmadik és negyedik helyezettje vesz részt, és akinek az összesítésben jobb a mérlege, feljut az élvonalba. A bajnokság oda-visszavágós rendszerben zajlik. A 2012–2013-as szezon kiesői az RCD Mallorca, a Real Zaragoza és a Deportivo. A feljutók pedig a 2012–2013-as spanyol másodosztály bajnoka az Elche CF, a bajnokság második helyezettje, a Villarreal CF, és a rájátszás győztese, az Almería csapata lettek.

## Klub információk
| Csapat             | Város                  | Stadion                  | Stadion Befogadó képessége |
| ------------------ | ---------------------- | ------------------------ | -------------------------- |
| Almería            | Almería                | Estadio del Mediterráneo | 22 000                     |
| Athletic Club      | Bilbao                 | San Mamés                | 53 332                     |
| Atlético de Madrid | Madrid                 | Vicente Calderón         | 54 851                     |
| Barcelona          | Barcelona              | Camp Nou                 | 99 354                     |
| Betis              | Sevilla                | Benito Villamarín        | 51 700                     |
| RC Celta de Vigo   | Vigo                   | Balaídos                 | 31 800                     |
| Elche              | Elche                  | Martínez Valero          | 36 017                     |
| Espanyol           | Barcelona              | Cornellà-El Prat         | 40 500                     |
| Getafe             | Getafe                 | Coliseum Alfonso Pérez   | 17 700                     |
| Granada            | Granada                | Nuevo Los Cármenes       | 22 524                     |
| Levante            | Valencia               | Ciutat de València       | 25 534                     |
| Málaga             | Málaga                 | La Rosaleda              | 30 044                     |
| Osasuna            | Pamplona               | Reyno de Navarra         | 19 553                     |
| Rayo Vallecano     | Madrid                 | Campo de Vallecas        | 15 489                     |
| Real Madrid        | Madrid                 | Santiago Bernabéu        | 85 454                     |
| Real Sociedad      | Donostia-San Sebastián | Anoeta                   | 32 076                     |
| Sevilla FC         | Sevilla                | Ramón Sánchez Pizjuán    | 45 500                     |
| Valencia CF        | Valencia               | Mestalla                 | 55 000                     |
| Valladolid         | Valladolid             | Estadio José Zorrilla    | 26 512                     |
| Villarreal         | Villarreal             | El Madrigal              | 24 890                     |

## Még több információ
| Csapat          | Elnök                    | Vezetőedző             | Kapitány           | Márka   | "Kis Szponzorok "                          |
| --------------- | ------------------------ | ---------------------- | ------------------ | ------- | ------------------------------------------ |
| Almería         | Alfonso García Gabarrón  | Francisco Rodríguez    | Fernando Soriano   | Nike    | Urcisol.com                                |
| Athletic Bilbao | Josu Urrutia             | Ernesto Valverde       | Carlos Gurpegui    | Nike    | Petronor                                   |
| Atlético Madrid | Enrique Cerezo           | Diego Simeone          | Gabi               | Nike    | Azerbaijan, Kyocera                        |
| Barcelona       | Sandro Rosell            | Gerardo Martino        | Xavi               | Nike    | Qatar Airways, UNICEF                      |
| Betis           | Miguel Guillén           | Pepe Mel               | Nacho              | Macron  | Cirsa, Andalucía                           |
| Celta de Vigo   | Carlos Mouriño           | Luis Enrique           | Borja Oubiña       | adidas  | Citroën, Estrella Galicia                  |
| Elche           | José Sepulcre            | Fran Escribá           | David Generelo     | Acerbis | Gioseppo                                   |
| Espanyol        | Ramón Condal             | Javier Aguirre         | Sergio García      | Puma    | Cancún                                     |
| Getafe          | Ángel Torres             | Luis García Plaza      | Jaime Gavilán      | Joma    | Confremar, IG Markets                      |
| Granada         | Quique Pina              | Lucas Alcaraz          | Diego Mainz        | Luanvi  | Caja Granada                               |
| Levante         | Quico Catalán            | Joaquín Caparrós       | Juanfran           | Kelme   | Comunitat Valenciana                       |
| Málaga          | Sheikh Abdullah Al Thani | Bernd Schuster         | Duda               | Nike    | UNESCO                                     |
| Osasuna         | Miguel Archanco          | Javi Gracia            | Patxi Puñal        | adidas  | Lacturale, Nevir                           |
| Rayo Vallecano  | Raúl Martín Presa        | Paco Jémez             | Roberto Trashorras | Erreà   | AE — Adquisiciones Empresariales and Nevir |
| Real Madrid     | Florentino Pérez         | Carlo Ancelotti        | Sergio Ramos       | adidas  | Fly Emirates                               |
| Real Sociedad   | Jokin Aperribay          | Jagoba Arrasate        | Xabi Prieto        | Nike    | Kutxa                                      |
| Real Valladolid | Carlos Suárez            | Juan Ignacio Martínez  | Javier Baraja      | Hummel  | El Norte de Castilla                       |
| Sevilla         | José María del Nido      | Unai Emery             | Ivan Rakitić       | Warrior | Interwetten                                |
| Valencia        | Amadeo Salvo             | Miroslav Đukić         | Ricardo Costa      | Joma    | JinKO Solar                                |
| Villarreal      | Fernando Roig Alfonso    | Marcelino García Toral | Bruno Soriano      | Xtep    | Pamesa Cerámica                            |

## Tabella
| #  | Csapat              | M  | Gy | D  | V  | Lg  | Kg | Gk  | P  | Megjegyzés                            |
| -- | ------------------- | -- | -- | -- | -- | --- | -- | --- | -- | ------------------------------------- |
| 1  | Atlético Madrid (B) | 38 | 28 | 6  | 4  | 77  | 26 | +51 | 90 | Bajnokok Ligája, csoportkör           |
| 2  | Barcelona           | 38 | 27 | 6  | 5  | 100 | 33 | +67 | 87 | Bajnokok Ligája, csoportkör           |
| 3  | Real Madrid         | 38 | 27 | 6  | 5  | 105 | 38 | +67 | 87 | Bajnokok Ligája, csoportkör           |
| 4  | Athletic Bilbao     | 38 | 20 | 10 | 8  | 66  | 39 | +27 | 70 | Bajnokok Ligája, playoff              |
| 5  | Sevilla             | 38 | 18 | 9  | 11 | 69  | 52 | +17 | 63 | Európa-Liga csoportkör                |
| 6  | Villarreal          | 38 | 17 | 8  | 13 | 60  | 44 | +16 | 59 | Európa-Liga, egyenes kieséses szakasz |
| 7  | Real Sociedad       | 38 | 16 | 11 | 11 | 62  | 55 | +7  | 59 | Európa-liga, 3. selejtezőkör          |
| 8  | Valencia            | 38 | 13 | 10 | 15 | 51  | 53 | −2  | 49 |                                       |
| 9  | Celta de Vigo       | 38 | 14 | 7  | 17 | 49  | 54 | −5  | 49 |                                       |
| 10 | Levante             | 38 | 12 | 12 | 14 | 35  | 43 | −8  | 48 |                                       |
| 11 | Málaga              | 38 | 12 | 9  | 17 | 39  | 46 | −7  | 45 |                                       |
| 12 | Rayo Vallecano      | 38 | 13 | 4  | 21 | 46  | 80 | −34 | 43 |                                       |
| 13 | Getafe              | 38 | 11 | 9  | 18 | 35  | 54 | −19 | 42 |                                       |
| 14 | Espanyol            | 38 | 11 | 9  | 18 | 41  | 52 | −11 | 42 |                                       |
| 15 | Granada             | 38 | 12 | 5  | 21 | 32  | 56 | −24 | 41 |                                       |
| 16 | Elche               | 38 | 9  | 13 | 16 | 30  | 50 | −20 | 40 |                                       |
| 17 | Almería             | 38 | 11 | 7  | 20 | 43  | 71 | −28 | 40 |                                       |
| 18 | Osasuna (K)         | 38 | 10 | 9  | 19 | 32  | 62 | −30 | 39 | Kiesés: Segunda División              |
| 19 | Valladolid (K)      | 38 | 7  | 15 | 16 | 38  | 60 | −22 | 36 | Kiesés: Segunda División              |
| 20 | Betis (K)           | 38 | 6  | 7  | 25 | 36  | 78 | −42 | 25 | Kiesés: Segunda División              |

Utolsó frissítés: 2014. május 23.
Forrás: ESPN
Rendezési elv: 1 – pont; 2 – egymás ellen szerzett több pont; 3 – egymás elleni gólkülönbség; 4 – egymás ellen lőtt több gól; 5 – gólkülönbség; 6 – több lőtt gól; 7 – Fair Play-lista.
# = helyezés; M = játszott meccsek száma; Gy = győzelmek; D = döntetlenek; V = vereségek; Lg = lőtt gólok; Kg = kapott gólok; Gk = gólkülönbség; Pont = pontok; (B) = bajnok; (K) = kiesett; (F) = feljutott.

1 Mivel a 2013-14-es Copa del Rey győztes (Real Madrid) és a második helyezett (Barcelona) már kvalifikálta magát a 2014–2015-ös UEFA-bajnokok ligája sorozatba, ezért az 5. helyezett csapat jut a csoportmérkőzésekhez, 6. helyezett csapat jut a rájátszásba és 7. helyezett csapat harmadik selejtező körbe jut, a 2014–2015-ös Európa-ligában.

2 Sevilla automatikusan kvalifikálta magát a 2014-15-ös Európa Liga csoportkörbe, mint a címvédő.